# SMOKING GUN～決定的證據～
《SMOKING GUN～決定的證據～》，是預計於2014年4月9日於富士電視台週三晚間十點檔播出的日本電視劇，由香取慎吾主演。
改編自漫畫《Smoking Gun 民間科搜研調查員 流田緣》（Smoking Gun 民間科捜研調査員 流田縁），橫幕智裕、竹谷州史原作，於《GRAND JUMP》（集英社）連載。台灣由青文出版社獲得授權，2013年7月首發第一冊。

## 演員陣容
流田緣
演員：香取慎吾 （粵語配音：趙錦標）
石卷櫻子
演員：西內瑪麗亞
松井丈太朗
演員：中山優馬（粵語配音：陳健豪）
小宮山祥子
演員：安藤玉惠（粵語配音：林司聰）
千代田
演員：濱田茲音（粵語配音：石梓晴）
千代田真紀
演員：鈴木保奈美（粵語配音：曾月娥）
永友
演員：倉科加奈（粵語配音：石梓晴）
田坂繫
演員：尾形一成（粵語配音：譚漢華）
柏木夏生
演員：谷原章介（粵語配音：陳健豪）

## 工作人員
- 企畫編輯：加藤達也
- 導演：村上正典、佐藤源太
- 原作：橫幕智裕、竹谷州史
- 編劇：酒井雅秋
- 製作人：森安彩、伊賀宣子

## 漫畫單行本
- 臺灣由青文出版社獲得授權，正式譯名為 《Smoking Gun民間科捜研調査員》。第1冊於2013年7月開始發售。第2冊於2014年1月發售。
- 內容簡介：

「為『疑惑』所苦的諸位、想證明『清白』的諸君、欲查究不明『原因』的列位諸賢，本公司專門販售『真實』的科學證據」
《民間科搜研調查員－流田緣》主要描述一家私人機構千代田科搜研所，主要業務是專門受理民眾對於警方無法受理或有疑慮的案件的證據收集與鑑識，主角流田緣使用科學的調查進行調查與取證，幫助委託人找到原始的真相。

## 外部連結
- 漫畫
  - Smoking Gun 民間科捜研調査員 流田縁 - 集英社（日語）
  - Smoking Gun民間科捜研調査員 - 青文出版社
- 電視劇
  - SMOKING GUN〜決定的証拠〜 とれたてフジテレビ（日語）
  - SMOKING GUN〜決定的証拠〜オフィシャルブログ（页面存档备份，存于）（日語）

| 日本 富士電視台 水曜22時枠            | 日本 富士電視台 水曜22時枠              | 日本 富士電視台 水曜22時枠 |
| ------------------------------------- | --------------------------------------- | -------------------------- |
|                                       | （2014.04.09－2014.06.18）              |                            |
| 我存在的時間 （2014.01.08－2014.03.19） | 年輕人們2014 （2014.07.09－2014.09.24） |                            |

| 香港 有線娛樂台 星期日 21:00 - 22:00            | 香港 有線娛樂台 星期日 21:00 - 22:00 | 香港 有線娛樂台 星期日 21:00 - 22:00 |
| ----------------------------------------------- | ------------------------------------ | ------------------------------------ |
|                                                 | 決定性證據 （2015.09.20－2015.11.29）  |                                      |
| 刑偵相棒（第十三季） （2015.04.12－2015.09.13） | 刑警7人 （2015.12.06－2016.02.07）   |                                      |